# Nørre Galten Kirke
Nørre Galten Kirke er en kirke i Hadsten Sogn i Favrskov Kommune, tidligere Hadsten Kommune.
- Nørre Galten Kirke
- Nørre Galten Kirke

## Eksterne kilder og henvisninger
- Wikimedia Commons har flere filer relateret til Nørre Galten Kirke
- Kirkens beskrivelse som "Galten Sogn … Den anselige kirke" i Trap – Kongeriget Danmark, 3. Udgave 4. Bind, s.  hos Projekt Runeberg
- Nørre Galten Kirke hos denstoredanske.dk
- Nørre Galten Kirke hos KortTilKirken.dk